# Ouerdanine
Ouerdanine o El Ouerdanine (àrab: الوردانين, al-Wardānīn) és una ciutat de Tunísia, situada uns 15 km a l'oest de la ciutat de Monastir, a la governació de Monastir, a la carretera entre Msaken i Monastir. Té uns 5.000 habitants. És capçalera d'una delegació amb una població de 17.270 habitants (cens del 2004).

## Economia
És una ciutat majoritàriament dedicada a l'agricultura amb explotació d'oliveres.

## Administració
És el centre de la delegació o mutamadiyya homònima, amb codi geogràfic 32 52 (ISO 3166-2:TN-12), dividida en cinc sectors o imades:
- Ouerdanine Nord (32 52 51)
- Ouerdanine Sud (32 52 52)
- Menzel Khair (32 52 53)
- Sidi Bou Othman (32 52 54)
- Oued El Jebs (32 52 55)

Al mateix temps, forma una municipalitat o baladiyya (codi geogràfic 32 13).